# Mepolizumab
El mepolizumab (Nucala, como marca comercial de Glaxo Smith Klyne) es un anticuerpo monoclonal humanizado frente a la interleuquina 5, utilizado para el tratamiento del asma eosinófílica grave. Habitualmente se produce en cultivos de células de ovario de hámster chino, en las que se ha introducido un gen de inmonoglobulina humana  modificado en la región hipervariable con fragmentos del gen que codifica el anticuerpo monoclonal de ratón. El monoclonal es del tipo IgG1 kappa  Las dos cadenas pesadas están formadas por  449 aminoácidos cada una, y las dos cadenas ligeras por 220 aminoácidos cada una. El peso molecular de la parte glucídica es de 3 kDa.
Dado el proceso de humanización seguido, las probabilidades de que el sistema inmune del paciente reconozca a la inmunoglobulina como una proteína extraña son pequeñas. 

## Actividad
El mepolizumab se une a la interleuquina 5, impidiendo que esta se una a su vez a la subunidad alfa receptor situado en la membrana de los eosinófilos. La dosis habitual de tratamiento es de 100 miligramos de anticuerpo cada cuatro semanas, por vía subcutánea, combinado con tratamientos de mantenimiento con corticosteroides. La vida mitad del anticuerpo es de 20 días. En asmáticos con recuentos de eosinófilos en sangre de más de 200 células/μL este tratamiento reduce el recuento hasta 40 células/μL. Desde el punto de vista clínico, se produce un a reducción significativa de las exacerbaciones del asma, reduciendo los niveles de eosinófilos en sangre y esputos,  una mejora de la calidad de vida de los pacientes y una menor tasa de ingresos en urgencias

## Riesgos asociados al uso de mepolizumab
Como sucede en general con todos los demás anticuerpos monoclonales humanizados, los riesgos de su utilización son muy bajos

### Toxicidad en animales
Se han realizado dos tipos de estudios en cuanto a toxicidad en animales. Uno de ellos se realizó a dosis únicas del fármaco por vía intravenosa en monos, monitorizándose el tratamiento durante un mes. Como resultados obtenidos se vio que había una buena tolerancia y que los niveles de eosinófilos circulantes disminuyeron. No se encontraron patologías derivadas del tratamiento con mepolizumab. El otro estudio consistía en la administración por vía intravenosa en monos de dosis repetidas durante 6 meses, obteniendo también una buena tolerancia local y sin toxicidad referida al tratamiento.
En cuanto a la toxicidad relacionada con la reproducción, en monos y en ratones, no se observó ningún efecto sobre el apareamiento, función gonadal, desarrollo embrionario, fertilidad ni morfología del feto. No se realizaron exámenes para detectar posibles malformaciones del esqueleto o internas en ratones. Es destacable que en monos sí atravesó la barrera placentaria aunque sin efectos tóxicos sobre el embrión.
Mepolizumab se excretó en la leche materna de monos aunque en concentraciones menores del 0.5% de las detectadas en plasma.
Se observó cierta actividad inmunogénica en monos, generándose anticuerpos anti-fármaco únicamente en un 3% de la población estudiada, no produciendo reacciones adversas significativas. No se realizó ningún tipo de estudio en cuanto a genotoxicidad y carcinogenicidad en ningún tipo de animal.

### Toxicidad en humanos
Se desconoce si este fármaco daña o no el feto humano, por lo que se evitará usar el fármaco en mujeres embarazadas como medida de precaución, aunque si su administración implica mayor beneficio en la madre que riesgo en el feto podría plantearse el tratamiento. Así mismo, en mujeres en periodo de lactancia se valorará el beneficio/riesgo ya que se excreta en leche materna. Durante varios meses después del parto los niveles de fármaco en sangre eran superiores en los recién nacidos que en madres, aunque esto no tuvo consecuencias inmunológicas en estos.
Se desarrolló cierta inmunogenicidad en humanos ya que el fármaco se unía a tejidos linfoides.
Algunos artículos publicados sugieren que la IL-5 y los eosinófilos que forman parte de las reacciones inflamatorias en tumores podrían promover el rechazo de los mismos. Por el contrario, otros informes indican que la infiltración de eosinófilos en los tumores puede promover su crecimiento. Por lo tanto, el riesgo de carcinogenicidad en seres humanos a partir de un anticuerpo contra IL-5 como mepolizumab es desconocido.
En estudios clínicos realizados en sujetos con asma eosinofílica refractaria grave, las reacciones adversas notificadas con mayor frecuencia durante el tratamiento fueron cefalea, nasofaringitis, reacciones en el lugar de la inyección y dolor de espalda, siendo un fármaco bastante seguro.
Se realizaron estudios clínicos con sobredosificación del fármaco en pacientes con enfermedad eosinofílica, administrándose dosis únicas de 1500mg por vía intravenosa y no se obtuvieron evidencias de toxicidad relacionadas con esta dosis. Por ello, no existe tratamiento específico para una sobredosis, por lo que se debería tratar al paciente con medidas complementarias y monitorizarlo adecuadamente en caso de sobredosis.

### Ecotoxicidad y riesgo ambiental
Mepolizumab está exento de una evaluación ambiental detallada por ser una proteína recombinante, ya que los medicamentos de uso humano como péptidos, aminoácidos y proteínas están exentos de la evaluación de riesgo ambiental.